# Powiat Aikō
Powiat Aikō (jap. 愛甲郡 Aikō-gun) – powiat w Japonii, w prefekturze Kanagawa. W 2020 roku liczył 42 273 mieszkańców.

## Miejscowości i wsie
- Aikawa
- Kiyokawa

## Historia[2]

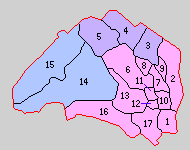
Powiat Aikō (1–17 – 1889 r.)

- Powiat został założony 22 lipca 1878 roku. Wraz z utworzeniem nowego systemu administracyjnego 1 kwietnia 1889 roku powiat Aikō został podzielony na 1 miejscowość i 16 wiosek[3].
- 1 kwietnia 1940 – wioska Aikawa zdobyła status miejscowości. (2 miejscowości, 15 wiosek)
- 1 czerwca 1946 – w wyniku połączenia wiosek Sanda, Tanasawa, Shimokawairi, Tsumada, Oikawa i Hayashi powstała wioska Mutsuai. (2 miejscowości, 10 wiosek)
- 15 stycznia 1955 – wioska Takamine została włączona w teren miejscowości Aikawa. (2 miejscowości, 9 wiosek)
- 1 lutego 1955 – miejscowość Atsugi połączyła się z wioskami Koayu, Tamagawa, Nanmōri i Mutsuai i zdobyła status miasta. (1 miejscowość, 5 wiosek)
- 8 lipca 1955 – wioska Echi została włączona w teren miasta Atsugi. (1 miejscowość, 4 wioski)
- 30 września 1956: (1 miejscowość, 1 wioska)
  - wioska Nakatsu została włączona w teren miejscowości Aikawa.
  - wioska Ogino została włączona w teren miasta Atsugi.
  - w wyniku połączenia wiosek Susugayamura i Miyagase powstała wioska Kiyokawa.